# Jacques Rogge
Greve Jacques Rogge (født 2. maj 1942, død 29. august 2021) var en belgisk sportsmand, der er bedst kendt for at have været præsident for den Internationale Olympiske Komité (IOC) fra 2001 til 2013. 
Rogge stammede fra Gent i Belgien og deltog selv ved OL i 1968, 1972 og 1976 i sejlsport, hvor han stillede op i finnjolle. Hans bedste resultat var en fjortendeplads i 1972. Han dyrkede også rugby og opnåede ti landskampe for sit land i denne sportsgren. Han var præsident for den Belgiske Olympiske Komité i perioden 1989-1992 og blev medlem af IOC i 1991. I 2001 blev han i Moskva valgt som Juan Antonio Samaranchs efterfølger som præsident for IOC. 
Han var ved vinter-OL 2002 i Salt Lake City den første IOC-præsident, der sov i den olympiske by frem for på et femstjernet hotel under legene.[kilde mangler]